# Saved from the Snow

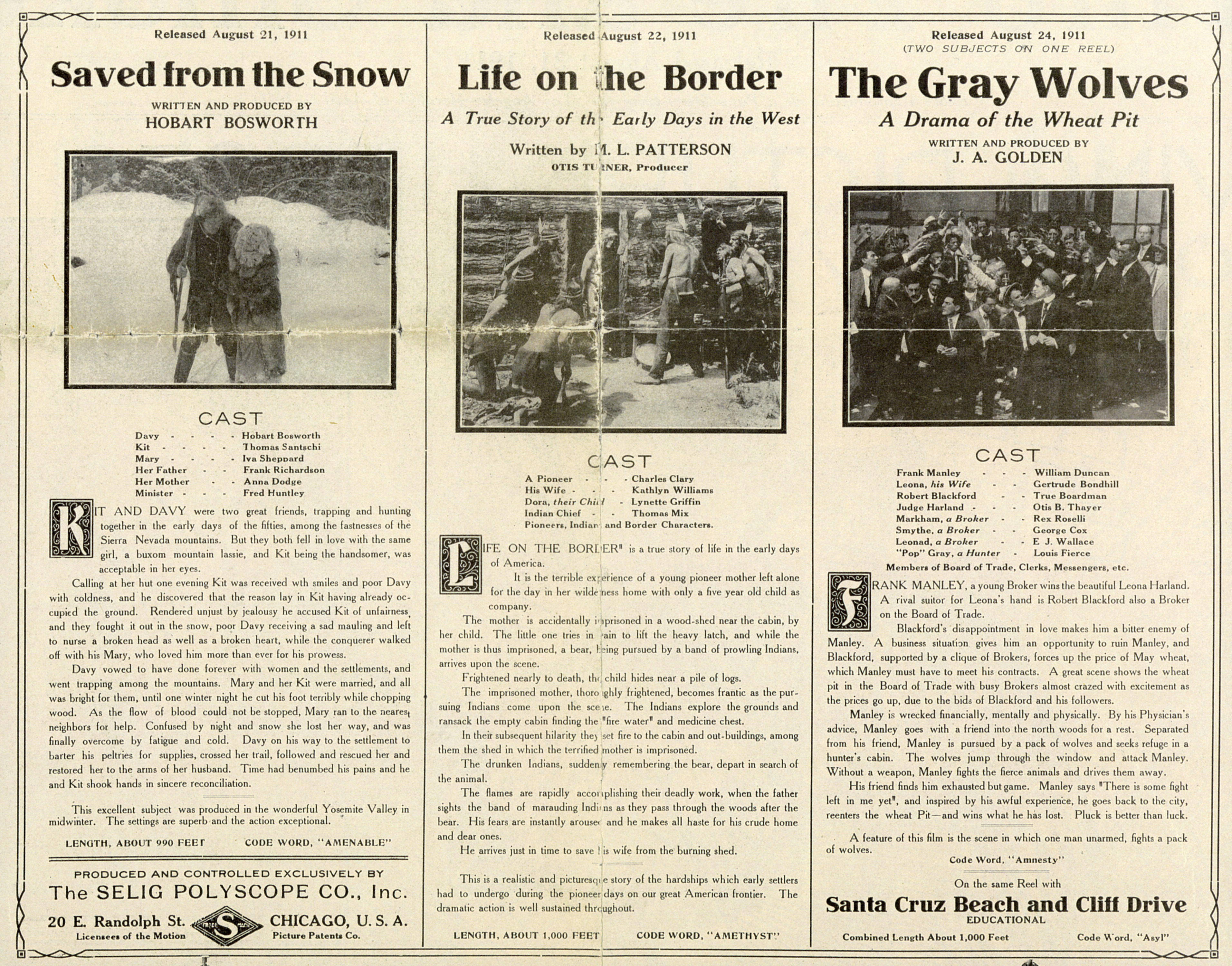
Dépliant pour la sortie de Saved from the Snow.

Saved from the Snow est un film muet américain de Hobart Bosworth sorti en 1911.

## Fiche technique
- Réalisation : Hobart Bosworth
- Producteur : William Selig
- Date de sortie :  États-Unis : 21 août 2011

## Distribution
- Hobart Bosworth : Davy
- Thomas Santschi : Kit
- Iva Shepard : Mary
- Frank Richardson : le père de Mary
- Anna Dodge : la mère de Mary
- Fred Huntley : le Ministre
- Bessie Eyton : rôle indéterminé